# Три поэмы
Три поэмы (итал. Tre Poemi) — сочинение Луиджи Даллапикколы для сопрано и камерного оркестра, написанное в 1949 году на стихотворения Джеймса Джойса, Микеланджело и Мануэля Мачадо. Посвящено Арнольду Шёнбергу в честь его семидесятипятилетия. Является первым строго додекафонным сочинением композитора.

## Структура и текст
Произведение состоит из трёх частей:
1. Джойс, «Цветок, подаренный моей дочери» (Per un fiore dato alla mia bambina), в переводе на итальянский Эудженио Монтале.
2. Микеланджело, «Кто порождён, приходит к смерти» (Chiunche nasce a morte arriva).
3. Мачадо, «Поспи, помри» (Dormir, morir), в переводе Даллапикколы.

Стихотворения, несмотря на существенную стилистическую разницу между ними, объединяются темой размышления над неизбежностью смерти и хрупкостью человеческого существования. Вариациям на тему смерти соответствует музыкальная форма вариаций для голоса на двенадцатитоновую тему.
На протяжении всего сочинения Даллапиккола стремится к точному структурному соответствию слова и музыки. Так, в первой «поэме» обозначена своего рода реприза, обусловленная разбиением стихотворения Джойса на две строфы. Третья «поэма», принявшая в переводе Даллапикколы подчёркнуто симметричный вид, на музыкальном уровне поэтому выстроена в аккомпанементе из двух ритмических фигур и мотивов, каждому из которых соответствует своя форма серии. Наиболее ярко эта идея соответствия проявляется в финале, когда предшествовавшему канону текстуальному (в репликах матери и сына в стихотворении Мачадо) соответствует двойной канон в обратном движении, где проводятся все четыре основные формы серии.
В целом, технически третья часть синтезирует первые две: первая исчерпывающим образом исследует мелодические возможности додекафонии, вторая целиком построена в виде канонов, а в третьей — ритмически преображенная мелодия обрамляется вновь образующейся по принципу канона оркестровой тканью.

## Серия
Всё сочинение полностью выведено из одной серии, которая имеет вид: ми — до — ре-бемоль — си-бемоль — соль — фа — фа-диез — ре-диез — си — ля — соль-диез — ре. Здесь усматриваются следы тонального мышления: так в первом гексахорде замечена аллюзия на фа-минор, во втором — на ми-мажор. Это соображение, впрочем, критикуется, исходя из того, что хотя квази-тональность формально действительно имеет место, сама мелодия, выведенная из серии, противится такой трактовке: в качестве одного из аргументов приводится то, что при изложении серии две фразы делят её отнюдь не на два гексахорда, соответствующих этим двум тональностям.
У деления серии на две группы по шесть звуков, однако, имеется иной смысл: серия обладает так называемыми комбинаторными свойствами, а именно параллельное изложение первых гексахордов её первичной формы и ракохода инверсии образует вновь полную серию, то есть двенадцать неповторяющихся звуков (аналогично — для вторых). Серии такого типа, позволяющие избежать избыточного повторения звуков, нашли очень широкое применение в музыке Шёнберга. Неизвестно, было ли это одной из составляющих оммажа, но систематического использования комбинаторности в «Трёх поэмах» в любом случае нет, и задействуется она лишь эпизодически, как в начале (тт. 4-9) второй «поэмы», где оркестр излагает серию линейно в аккордовом сопровождении ракохода её инверсии.
Отмечается, что серия имела для композитора и глубоко личный смысл. В первой части сочинения партия голоса состоит из последовательно проведённых всех четырёх форм серии: первичной, ракохода, ракохода инверсии и инверсии (сопровождаемых «накрест лежащими» формами серии у оркестра в духе «Вариаций, соч. 31» Шёнберга). В одном из первых набросков, сделанном в июле 1949 года, под стихотворением Джойса и его переводом Монтале, Даллапиккола поместил четыре формы серии под заголовком «Четверица Анналиберы» и послал его своей четырёхлетней дочери на день Святой Анны.
Ряд исследователей также обращает внимание на элементы октатоники в серии: в первом её сегменте из пяти звуков видят фрагмент гаммы полутон-тон, во втором — тон-полутон. Серия поэтому может быть истолкована (что делает, например, Роман Влад в своей монографии о Даллапикколе) как тяготеющая к «ладу ограниченной транспозиции» (по получившей распространение терминологии Мессиана: правда, октатоника Даллапикколы идёт через Фрацци от Фрагапане, Мессиана на десятилетие предвосхитившего) восходящего порядка в первом своём сегменте и транспозиция его инверсии — во втором (аналогично в «Четырёх стихотворениях Антонио Мачадо»), пусть и с пропусками отдельных звуков.
«Три поэмы» являются первым сочинением композитора, где материал, не выведенный из серии, отсутствует в принципе. Отсюда тяготение к своего рода формулированию в них додекафонного манифеста и некоторая «дидактичность» использования серии по сравнению с работами позднего периода (например, «Молитвами», где серия линейно не излагается полностью вообще). Так, в частности, в каждой фразе последней «поэмы» используются все двенадцать звуков, то есть границы форм серии и фраз, как правило, совпадают. Наряду с линейным, другим распространенным в работе приёмом является проведение серии группами по две ноты (1 и 2, 3 и 4 и т. д.), разделенными между парой инструментов; при этом состав таких пар (их может быть несколько: в аккомпанементе одновременно, или наслаиваясь друг на друга, излагаются несколько форм серии), в течение всего сочинения остается подвижным, в чём можно усмотреть зародыши новаторства Даллапикколы в области тембра в дальнейшем.

## Стиль
По своему лирическому звучанию «Три поэмы» очень близки предшествовавшим им «Четырём стихотворениям Антонио Мачадо» (1948). Разреженность фактуры, прозрачность и экономность языка даёт основания сравнивать «Три поэмы» и с музыкой Веберна.

## Посвящение
Сочинение посвящено Арнольду Шёнбергу ко дню его семидесятипятилетия, о чём свидетельствует и дата, поставленная под последним тактом партитуры: 13 сентября 1949 года. Тем же числом Даллапиккола демонстративно датировал и ряд других своих ключевых работ: «Четыре стихотворения Антонио Мачадо» (в 1946), «Иов» (в 1950), «Пять песен» (в 1956).
Композитор написал письмо Шёнбергу с просьбой принять посвящение: несмотря на пиетет, испытываемый Даллапикколой к старшему композитору с самой юности, начиная со знакомства с его «Учением о гармонии» и исполнением «Лунного Пьеро» во Флоренции в 1924 году, лишь написав строго додекафонную работу, он счёл себя достойным обратиться к Шёнбергу лично. Радушный ответ Шёнберга положил начало переписке, продолжавшейся до его смерти в 1951 году. В своём письме Шёнберг также подчеркнул оригинальность идеи Даллапикколы написать вариации для голоса, отметив, что сожалеет о том, что ему самому не пришла в голову такая мысль раньше.

## Первые исполнения
Первое исполнение состоялось 13 марта 1950 года в Триесте в Театре Верди под управлением Германа Шерхена. Партию сопрано исполняла Магда Ласло.

## Публикация
Партитура была издана принадлежавшим Герману Шерхену «Ars Viva» (ныне часть издательства «Schott»), а не миланским «Edizioni Suvini Zerboni», по просьбе дирижёра и в качестве благодарности к нему Даллапикколы за многолетнее сотрудничество. В своём письме «Suvini Zerboni» от 26 декабря 1949 года композитор деликатно объясняет причины такого решения и заверяет своего издателя в том, что этот случай — исключение.
Фрагмент партитуры (первая часть, партия голоса) также был опубликован в известном трактате Йозефа Руфера «Композиция с двенадцатью тонами» (1952; её перевод с немецкого на итальянский позднее был осуществлён супругой композитора Лаурой Даллапикколой) в приложении, в которое вошли тексты ряда ведущих композиторов того времени об их опыте использования додекафонии (кроме Даллапикколы, в их числе были Хенце, Блахер, Кшенек и другие).

## Состав
Сочинение написано для сопрано и камерного оркестра в составе: флейта, флейта-пикколо, гобой, кларнет-пикколо, кларнет си-бемоль, кларнет ля, второй кларнет си-бемоль/бас-кларнет, фагот, валторна, труба до, челеста/фортепиано, арфа, скрипка, альт, виолончель, контрабас. Существует авторское переложение для голоса и фортепиано.

## Записи
- В сборнике «Dallapiccola: Liriche vocali» в исполнении «Ensemble Contrechamps» под управлением Джорджо Бернаскони, сопрано — Наталья Загоринская, Stradivarius, STR 33462, 1997.
- В сборнике «La voce contemporanea in Italia, Vol. I» в исполнении «Duo Alterno»; авторское переложение для голоса и фортепиано (Stradivarius, 2005).